# Kiss From The Past
Kiss from the Past es un álbum creado por el DJ y Productor Tiësto, bajo su alias Allure y coproducido por el dueto Showtek. Cómo su nombre lo dice, fue un recuerdo o "beso del pasado" en cuanto Tiësto en lo que hace en el Trance.

## Track listing
| N.º | Título                                                                          | Artist                       | Duración |  |
| 1.  | «Show Me the Way»                                                               | Allure feat. JES             | 6:07     |  |
| 2.  | «September Sun»                                                                 | Allure                       | 5:35     |  |
| 3.  | «Stay Forever»                                                                  | Allure feat. Emma Hewitt     | 5:21     |  |
| 4.  | «Coming Light»                                                                  | Allure                       | 5:11     |  |
| 5.  | «On the Wire»                                                                   | Allure feat. Christian Burns | 6:23     |  |
| 6.  | «Mariestad»                                                                     | Allure feat. Henrik B        | 5:44     |  |
| 7.  | «Kiss from the Past»                                                            | Allure                       | 6:01     |  |
| 8.  | «My Everything»                                                                 | Allure feat. Kate Miles      | 5:11     |  |
| 9.  | «I Am»                                                                          | Allure                       | 5:39     |  |
| 10. | «I'm Home»                                                                      | Allure feat. Lindsey Ray     | 5:31     |  |
| 11. | «Guilty Pleasures»                                                              | Allure                       | 5:11     |  |
| 12. | «No Goodbyes»                                                                   | Allure feat. Emma Hewitt     | 5:46     |  |
| 13. | «Peace»                                                                         | Allure                       | 5:35     |  |
| 14. | «You Say It'll Be Okay»                                                         | Allure feat. Jeza            | 5:24     |  |
| 15. | «United States Of Euphoria (Included in Kiss From The Past: Extended Versions)» | Allure                       | 7:00     |  |

## Kiss from the Past (The Remix Album)

### Track listing
| N.º | Título                                                      | Artist                       | Duración |  |
| 1.  | «Show Me the Way» (TyDi Remix)                              | Allure feat. JES             | 4:52     |  |
| 2.  | «September Sun» (Mike Shiver Presents M.I.S.H. Remix)       | Allure                       | 5:13     |  |
| 3.  | «Stay Forever» (Nitrous Oxide Remix)                        | Allure feat. Emma Hewitt     | 5:29     |  |
| 4.  | «Coming Light» (Pulser Remix)                               | Allure                       | 5:44     |  |
| 5.  | «On the Wire» (W&W Remix)                                   | Allure feat. Christian Burns | 5:11     |  |
| 6.  | «Mariestad» (Kiholm & Kris O'Neil Remix)                    | Allure feat. Henrik B        | 5:02     |  |
| 7.  | «Kiss from the Past» (Santi Taos Remix)                     | Allure                       | 5:40     |  |
| 8.  | «My Everything» (Juventa Club Mux)                          | Allure feat. Kate Miles      | 6:32     |  |
| 9.  | «I Am» (Sied van Riel Remix)                                | Allure                       | 4:55     |  |
| 10. | «I'm Home» (Estiva Remix)                                   | Allure feat. Lindsey Ray     | 5:16     |  |
| 11. | «Guilty Pleasures» (Julius Beat & Olbaid Remix)             | Allure                       | 5:15     |  |
| 12. | «No Goodbyes» (Lange Remix)                                 | Allure feat. Emma Hewitt     | 5:40     |  |
| 13. | «Peace» (Akira Kayosa Remix)                                | Allure                       | 5:15     |  |
| 14. | «You Say It'll Be Okay» (Daniel Wanrooy & Mark Green Remix) | Allure feat. Jeza            | 5:04     |  |